# Ablabera apicalis
Ablabera apicalis är en skalbaggsart som beskrevs av Fahraeus 1857. Ablabera apicalis ingår i släktet Ablabera och familjen Melolonthidae. Inga underarter finns listade i Catalogue of Life.